# Расулов, Абдухамидулло
Абдухамидулло Расулов (узб. Abduhamidullo Rasulov; род. 10 января 1976, Ташкент) — узбекский футбольный судья. Наиболее известен как помощник главного судьи, работавший на двух чемпионатах мира, двукратный лучший линейный судья Азии (2011, 2012).

## Биография
Абдухамидулло Расулов родился 10 января 1976 года в столице Узбекской ССР — Ташкенте.
С начала 2000-х годов занимался судейством футбольных матчей. На национальном уровне работал главным арбитром, в том числе судил матчи высшей лиги Узбекистана.
Наиболее известен в качестве судьи на линии. С 2005 года стал помощником главного судьи международного уровня. В 2011 году с бригадой Равшана Ирматова участвовал в матчах Кубка Азии 2011. В 2013 году с той же командой судил матчи Кубка Конфедераций. Летом 2014 года также с бригадой Равшана Ирматова обслужил четыре матча Чемпионата мира 2014 в Бразилии. В 2015 году Абдухамидулло Расулов был включен в список помощников главного судьи на Кубке Азии 2015, также как и в Кубке Азии 2019. На чемпионате мира 2018 года также входил в бригаду Равшана Ирматова.
Дважды подряд, в 2011 и 2012 годах был признан лучшим боковым судьёй Азии.